# (3168) Lomnický Štít
(3168) Lomnický Štít (1980 XM) ist ein ungefähr 13 Kilometer großer Asteroid des äußeren Hauptgürtels, der am 1. Dezember 1980 vom tschechischen (damals: Tschechoslowakei) Astronomen Antonín Mrkos am Kleť-Observatorium auf dem Kleť in der Nähe von Český Krumlov in der Tschechischen Republik (IAU-Code 046) entdeckt wurde. Er gehört zur Eos-Familie, einer Gruppe von Asteroiden, die nach (221) Eos benannt ist.

## Benennung
(3168) Lomnický Štít wurde nach Lomnický Štít-Observatorium (IAU-Code 059) auf dem Lomnický štít in der heutigen Slowakei benannt, an dem der Entdecker Antonín Mrkos 20 Jahre lang arbeitete.